# Geothelphusa dehaani
Geothelphusa dehaani is een krabbensoort uit de familie van de Potamidae. De wetenschappelijke naam van de soort is voor het eerst geldig gepubliceerd in 1847 door White.